# Kröv
Kröv é um município da Alemanha, sede da associação municipal de Verbandsgemeinde Kröv-Bausendorf, localizado no distrito de Bernkastel-Wittlich, estado de Renânia-Palatinado.
O município situa-se às margens do rio Mosela, a cerca de 15 km de Wittlich.